# Gabriela Jílková
Gabriela Tannertová (roz. Jílková) (* 1. května 1994, Ostrava) je moravská cimbalistka, hrající na cimbál jak sólově, tak i v cimbálové muzice Pramínky. Na cimbál hraje od svých pěti let. Je vítězkou mnoha cimbálových soutěží a držitelkou Zlatého oříšku. Několikrát natáčela pro Český rozhlas i Českou televizi. Od svého narození bydlí na Hukvaldech – v rodišti světoznámého hudebního skladatele Leoše Janáčka.

## Životopis
Prvních 10 let jezdila do ZUŠ ve Valašském Meziříčí k paní profesorce Růženě Děcké, která zároveň vyučuje i na Vejvanovského konzervatoři v Kroměříži.
V letech 2009 – 2015 studovala hru na cimbál na Janáčkově konzervatoři v Ostravě v cimbálové třídě Mgr. Daniela Skály, Ph.D. (absolventa Konzervatoře v Kroměříži a Akademie Ference Liszta v Budapešti ve hře na cimbál).
V červnu 2015 vykonala přijímací zkoušky na Hudební akademii Ference Liszta v Budapešti do třídy významné cimbálové pedagožky i interpretky Ilony Szeverényi. Své studium na akademii úspěšně dokončila 23. 5. 2018 samostatným absolventským koncertem, pod cimbálovým vedením Andráse Szalai.
Vedle své umělecké a pedagogické činnosti se dále věnuje studiu hudby na katedře Muzikologie na Univerzitě Palackého v Olomouci. Také učí na základních uměleckých školách v Kopřivnici, Frenštátě pod Radhoštěm a Frýdlantu nad Ostravicí.

## Koncertní život
Má za sebou velké množství vystoupení, koncertů a soutěží. Několikrát natáčela pro Českou televizi v Praze, Ostravě i Brně (např. v pořadech Cimbálová princezna, Pohádková neděle, Vánoční pohádkové ráno, Folklorní magazín, Terra musica,…), pro TV Noe (U NÁS aneb od cimbálu o lidové kultuře, Děkujeme Vám, Sedmihlásky), pro Český rozhlas v Ostravě (Naděje regionu, Kokteil,…), pro rádio Proglas. Doprovázela sólově i s cimbálovou muzikou Pramínky, které je členem od jejího založení v roce 2001, valašskou královnu, zpěvačku lidových písní Jarmilu Šulákovou, tak jako i naši populární zpěvačku Naďu Urbánkovou či Dagmar Patrasovou.
Nabídky na své sólové koncerty, které se konaly v rámci Mezinárodního hudebního festivalu Janáčkovy Hukvaldy, získala v letech 2006 a 2014. V roce 2007 se zúčastnila 9. Světového kongresu cimbalistů v německém Oberammergau. V roce 2014 také účinkovala na festivalech Janáčkův Máj a Hudební současnost. Koncertem pro cimbál a smyčcový orchestr od Daniela Skály absolvovala s Janáčkovou filharmonií Ostrava na jaře roku 2015. S touto filharmonií jako sólista znovu účinkovala o rok později se skladbou Concerto fantazia od Milana Báchorka.
Díky finanční podpoře Moravskoslezského kraje uspořádala již dva velké samostatné projekty. V roce 2016 to byla série koncertů Pod klenbou hudby českých a maďarských géniů, na níž vystoupila společně s maďarským klavíristou Tamásem Bácsi. O rok později na tento projekt navázala novou sérií koncertů Quasi improvvisato?, na nichž představily s islandskou klarinetistkou Auður Edda Erlendsdóttir nejaktuálnější tvorbu pro cimbál a klarinet od soudobých skladatelů.
Každoročně se o prázdninách zúčastňuje týdenních cimbálových kurzů a v roce 2015 byla aktivním účastníkem Mezinárodní letní školy staré hudby ve Valticích ve třídě Petry Matějové.
Hudebně spolupracovala s Ostravským dětským sborem pod vedením Milana Chromíka při natáčení jejich CD s názvem Za Ostravu. Se svým pedagogem Danielem Skálou rovněž spolupracuje v rámci hry cimbálových duet. Působila jako hostující hudebník v Divadle loutek v Ostravě.
10. července 2015 předvedla neskutečné vystoupení v rámci 1.absolventského koncertu MLŠSH ve Valticích.

## Ocenění
1. místa v ústředních kolech soutěží ZUŠ v sólové hře na cimbál (r. 2009)
1. místa v ústředních kolech soutěží ZUŠ v komorní hře na cimbál (r. 2009)
Absolutní vítěz ústředního kola soutěže ZUŠ v sólové hře na cimbál (r. 2009)
1. místa na Mezinárodním festivalu cimbálu (MFC) ve Valašském Meziříčí v sólové hře na cimbál (r. 2009, 2013)
1. místa na MFC ve Valašském Meziříčí v komorní hře na cimbál (r. 2007, 2011)
2. místa na MFC ve Valašském Meziříčí v sólové hře na cimbál (r. 2007, 2011)
2. místo na MFC ve Valašském Meziříčí v komorní hře na cimbál (2009)
3. místo na MFC ve Valašském Meziříčí v sólové hře na cimbál (2015)
1. místo na Islandském festivalu komorní hudby v Kópavogur (2017)
Je držitelkou Zlatého oříšku (2006)
Byla oceněná stipendiem Čínské banky (2018)

### Zlatý oříšek
Je držitelkou Zlatého oříšku 2006, který jí byl udělen v celostátním finále pořádaným Českou televizí Brno.

### Soutěže ZUŠ
Od roku 2003 se pravidelně zúčastňovala celostátních soutěží ZUŠ, kde se pokaždé probojovala až do závěrečného finále. Z finále těchto soutěží, které probíhají jednou za tři roky, má dvě 1. místa v sólové hře na cimbál a dvě 1. místa v komorní hře na dva cimbály, několik zvláštních uznání poroty (za vynikající hru na cimbál, za přirozené využití cimbálu v cimbálové muzice,…). V roce 2009 se stala absolutním vítězem celé této soutěže.

### Mezinárodní soutěže
Pravidelně se také zúčastňuje mezinárodní soutěže ve hře na cimbál – Mezinárodního festivalu cimbálu, pořádaného každý lichý rok ve Valašském Meziříčí. Na této soutěži se pravidelně umisťuje na předních příčkách. Získala již dvě 1. i 2. místa v sólové hře na cimbál a dvě 1. místa v komorní hře na dva cimbály.
Společně s Auður Edda Erlendsdóttir vyhrály soutěž komorní hry na Islandu a v srpnu 2017 zahájily v Reykjavíku Islandský festival komorní hudby samostatným koncertem.

## Cimbálová muzika Pramínky
V cimbálové muzice Pramínky hraje od založení muziky v roce 2001. Základem repertoáru této kapely jsou lidové písně moravské a slovenské. Kapela má za sebou dlouhou řadu nejrůznějších vystoupení. Natáčela i v České televizi v Praze na Kavčích horách, kde si je pozvala do svého pořadu Dáda Patrasová.
Také několikrát natáčeli pro Českou televizi v Ostravě a Brně. Z natáčení v Českém rozhlase v Ostravě vzniklo mini CD s vánočními koledami. Za své největší úspěchy muzikanti považují například koncert „Proměny písničky,“ na kterém doprovázeli zpěvačku lidových písní – valašskou královnu Jarmilu Šulákovou, reprezentaci České republiky na dvou mezinárodních koncertech ve francouzském městě Trappes, či vystoupení na Mezinárodním hudebním festivalu Janáčkovy Hukvaldy. V roce 2009 získala cimbálová muzika Pramínky 1. místo a zvláštní ocenění poroty za vynikající hru na cimbál ve finále celostátní soutěže základních uměleckých škol. V roce 2010 muzika účinkovala na 65. ročníku prestižního Mezinárodního folklorního festivalu Strážnice 2010 v pořadu Muzičky. Ve stejném roce se zúčastnila i veřejného natáčení Českého rozhlasu Ostrava, kde společně s Mons. Janem Graubnerem, arcibiskupem olomouckým a Janem Kačerem, hercem Národního divadla, účinkovala v pořadu Vánoční setkání v Janíkově stodole.